# خطة مورغنثاو

خطة مورغنثاو (بالإنجليزية: The Morgenthau Plan) لألمانيا المحتلة من قبل قوات الحلفاء في أعقاب الحرب العالمية الثانية، هي اقتراح للقضاء على قدرة ألمانيا على شن حرب من خلال القضاء على صناعة الأسلحة لديها، وإزالة أو تدمير الصناعات الرئيسية الأخرى الأساسية للقوة العسكرية. ويشمل ذلك إزالة أو تدمير جميع المصانع والمعدات الصناعية في منطقة الرور. اقترِحت لأول مرة من قبل وزير الخزانة الأمريكي هنري مورغنثاو الابن في مذكرة بعنوان «البرنامج المقترح لما بعد استسلام ألمانيا».
رغم أن خطة مورغنثاو كان لها بعض التأثير على تخطيط الحلفاء لاحتلال ألمانيا، فإنها لم تعتمد. تهدف سياسات الاحتلال الأمريكية إلى «نزع السلاح الصناعي»، ولكنها تضمنت عددًا من «الثغرات» المتعمدة، والتي تحد أي إجراء على التدابير العسكرية قصيرة الأجل وتمنع التدمير واسع النطاق للمناجم والمنشآت الصناعية، مما يعطي حرية تصرف واسعة النطاق للحاكم العسكري ومعارضي مورغنثاو في وزارة الحرب. سعت سياسات الولايات المتحدة منذ عام 1947 إلى إعادة بناء «ألمانيا المستقرة والمنتجة»، وسرعان ما تبعتها خطة مارشال.
استغلت الحكومة الألمانية النازية خطة مورغنثاو، واستخدمتها كجزء من محاولات الدعاية في الأشهُر الأخيرة من الحرب والتي هدفت إلى إقناع الألمان بالقتال.

## مذكرة مورغنثاو
حُفِظت المذكرة الأصلية، التي كُتبت في وقت ما بين يناير وأوائل سبتمبر 1944، والموقعة من قبل مورغنثاو، والتي عُنونت بـ«البرنامج المقترح لما بعد استسلام ألمانيا» في مكتبة ومتحف فرانكلين روزفلت الرئاسي. وفقًا لما قاله نجل مورغنثاو، كان كبير مسؤولي وزارة الخزانة الأمريكية هاري ديكستر وايت مؤثرًا في صياغة المذكرة.
يمكن تلخيص الشروط الرئيسية على النحو التالي:
1. تجريد ألمانيا من السلاح: ينبغي أن يكون هدف قوات الحلفاء تجريد ألمانيا بالكامل في أقصر فترة زمنية ممكنة بعد الاستسلام. هذا يعني نزع سلاح الجيش الألماني والشعب بالكامل (بما في ذلك إزالة أو تدمير جميع المواد الحربية)، وتدمير صناعة الأسلحة الألمانية بأكملها، وإزالة أو تدمير الصناعات الرئيسية الأخرى التي تعتبر أساسية للقوة العسكرية.
2. تقسيم ألمانيا:
1.     ينبغي أن تحصل بولندا على جزء من بروسيا الشرقية غير المملوك من قبل الاتحاد السوفييتي والجزء الجنوبي من سيليزيا مثلما هو مبين في الخريطة المرفقة.
2.     ينبغي أن تحصل فرنسا على محمية سار والأراضي المجاورة المحدودة بنهري الراين وموزيل.
3.     ينبغي إنشاء منطقة دولية تضم الرور والمناطق الصناعية المحيطة بها مثلما هو موضح في الجزء 3.
4.     ينبغي تقسيم الجزء المتبقي من ألمانيا إلى دولتين مستقلتين تتمتعان بالحكم الذاتي، الأولى دولة ألمانيا الجنوبية تضم بافاريا، وفورتمبيرغ، وبادن، وبعض المناطق الأصغر، والثانية دولة ألمانيا الشمالية تضم جزءًا كبيرًا من بروسيا القديمة، وساكسونيا، وتورينغن، وعدة دول أصغر.
وينبغي وجود اتحاد جمركي بين الدولة الألمانية الجنوبية الجديدة والنمسا، والتي ستُعاد إلى حدودها السياسية قبل عام 1938.
3.     منطقة الرور: (تشمل حوض الرور، والمناطق الصناعية المحيطة بها، مثلما هو موضح في الخريطة المرفقة، بما في ذلك راينلاند وقناة كيل وجميع الأراضي الألمانية شمال قناة كيل). يكمن في هذه المنطقة قلب القوة الصناعية الألمانية، مرجل الحروب. لم يكن المطلوب تجريد هذه المنطقة من جميع الصناعات القائمة حاليًا فحسب، بل إضعافها والسيطرة عليها بحيث لا يمكن أن تصبح في المستقبل المنظور منطقة صناعية. ستحقق الخطوات التالية هذا:
1.     في غضون فترة زمنية قصيرة (لا تزيد عن 6 شهور بعد وقف الأعمال الحربية أن أمكن)، ينبغي تفكيك وإزالة وتدمير جميع المنشآت الصناعية والمعدات التي لم تُدمر بالكامل خلال الأعمال العسكرية. يجب إزالة جميع المعدات من المناجم وتدميرها بالكامل.
من المتوقع أن يحدث التجريد على ثلاث مراحل:
المرحلة الأولى: تدمر القوات العسكرية فور دخولها إلى المنطقة جميع المنشآت والمعدات التي لا يمكن إزالتها.
المرحلة الثانية: إزالة المصانع والمعدات من قبل أعضاء الأمم المتحدة كتعويض واسترداد.
المرحلة الثالثة: تُدمر جميع المنشآت والمعدات التي لم تُزل خلال فترة زمنية محددة، على سبيل المثال 6 أشهر، بالكامل أو تُحول إلى خردة وتُخصص للأمم المتحدة.
2.     ينبغي أن يفهم جميع الأشخاص داخل المنطقة أنها لن تصبح منطقة صناعية مرة أخرى. وفقًا لذلك ينبغي تشجيع جميع الأشخاص وأسرهم داخل المنطقة ممن لديهم مهارات خاصة أو تدريب تقني على الهجرة نهائيًا من المنطقة وأن ينتشروا على أوسع نطاق ممكن.
3.     ينبغي أن تصبح المنطقة منطقة دولية تحكمها منظمة أمنية دولية تنشئها الأمم المتحدة. لإدارة المنطقة ينبغي أن تلتزم المنظمة الدولية بسياسات مصممة لتعزيز الأهداف المذكورة أعلاه.
4.     الاسترداد والتعويض: لا ينبغي المطالبة بتعويضات على شكل دفعات وعمليات تسليم متكررة. يُطبق الاسترداد والتعويض عن طريق النقل للموارد والأراضي الألمانية الحالية، على سبيل المثال:
1)     باستعادة الممتلكات التي نهبها الألمان في المناطق التي احتلوها.
2)     عن طريق نقل الأراضي والحقوق الخاصة الألمانية في الملكية الصناعية القائمة في مثل هذه الأراضي للبلدان التي غزوها، وللمنظمة الدولية بموجب برنامج التقسيم.
3)     عن طريق إزالة وتوزيع المنشآت والمعدات الصناعية على البلدان المدمرة الواقعة داخل المنطقة الدولية والولايات الألمانية الشمالية والجنوبية المحددة في القسم الخاص بالتقسيم.
4)     العمل القسري للقوى العاملة خارج ألمانيا.
5)     بمصادرة جميع الأصول الألمانية أيًا كانت صفتها خارج ألمانيا.

## مؤتمر كيبيك الثاني (سبتمبر 1944)
عُقد مؤتمر عسكري رفيع المستوى في مدينة كيبيك في الفترة من 12 إلى 16 سبتمبر عام 1944، توصلت الحكومتان البريطانية ممثلة بوينستون تشرشل والأمريكية ممثلة بفرانكلين دي. روزفلت إلى اتفاق بشأن عدة أمور، من بينها خطة لألمانيا مبينة على اقتراح مورغنثاو الأصلي. نصت المذكرة التي صاغها تشرشل على «القضاء على الصناعات الحربية في الرور ومحمية سار... نحن نتطلع إلى تحويل ألمانيا في المقام الأول إلى بلد زراعي ورعوي بطبيعته». ومع ذلك، لم تعد تتضمن الخطة تقسيم البلد إلى عدة دول مستقلة.
يشار إلى هذه المذكرة أيضًا باسم خطة مورغنثاو.

## دعم روزفلت للخطة
أقنع وزير الخزانة هنري جاي. مورغنثاو الابن روزفلت بالكتابة إلى وزير الخارجية كوردل هال ووزير الحرب هنري إل. ستيمسون، قائلًا إن سياسة الاحتلال الأمريكي التي تتوقع «إعادة بناء ألمانيا مثلما بنوا بلجيكا أو هولندا» هي سياسة متساهلة للغاية. إن السياسة الأفضل من شأنها أن تجعل الألمان «يتغذون حساءً ثلاث مرات في اليوم من مطابخ حساء الجيش» لذلك «سوف يتذكرون تلك التجربة بقية حياتهم». كان مورغنثاو العضو الوحيد في مجلس الوزراء الذي دُعي للمشاركة في مؤتمر كيبيك، والذي اتفِق خلاله على الخطة.
يمكن أن تعزى دوافع روزفلت للموافقة على اقتراح مورغنثاو إلى رغبته في أن يكون على علاقة جيدة مع جوزيف ستالين وإلى قناعة شخصية بأنه تجب معاملة ألمانيا بقسوة. في رسالة مؤرخة 26 أغسطس 1944 إلى فيلهلمينا ملكة هولندا، كتب روزفلت قائلًا: «يوجد مدرستان فكريتان، الأولى محبة للغير وتأمل في جعل الألمان مسيحين مرة أخرى – والثانية تتبنى موقفًا ‹أكثر تشددًا›. من المؤكد أنني أنتمي إلى المدرسة الأخيرة، رغم أنني لست متعطش للدماء، لكن أريد أن يعرف الألمان أنهم هذه المرة على الأقل خسروا الحرب بالتأكيد».
غضب وزير الخارجية هال بسبب «التدخل غير المحتمل» لمورغنثاو في السياسة الخارجية. أخبر هال روزفلت أن الخطة ستؤثر في المقاومة لتصمد حتى النهاية وتكلف آلاف الأرواح الأمريكية. كان هال منزعجًا للغاية من الخطة التي عانى بسببها من الأرق ومشاكل الأكل وأدخِل المستشفى. استقال في وقت لاحقٍ لأسباب صحية، لكن وجِدت تقارير قصصية تفيد بأن استقالته جاءت بسبب «أعمال مورغنثاو».

## كتاب ألمانيا مشكلتنا
نشر هاربر وإخوانه كتاب «ألمانيا مشكلتنا» في أكتوبر 1945. في الكتاب وصف مورغنثاو خطته والأساس المنطقي لها بمزيد من التفصيل.